# النسوية في بولندا
قُسّم تاريخ الحركة النسوية في بولندا تقليديا إلى سبع فترات، بدءا من الموجة النسوية الأولى في القرن التاسع عشر. تزامنت الفترات المبكرة الأربع الأولى مع تقاسم بولندا الخارجي، والذي نتج عنه القضاء على الدولة البولندية ذات السيادة لمدة 123 عامًا.

## الموجة النسوية الأولى
وصلت الموجة النسوية الأولى إلى بولندا في القرن التاسع عشر، متأخرة عن دول أوروبا الغربية الأخرى، بسبب عدم الاستقرار السياسي، والاستغلال الاقتصادي من قبل الممارسين. شهدت بولندا في تلك الفترة ثلاث موجات نسوية متتالية (أُنتجت النصوص النسوية الأولى خلال ذلك الوقت)، إذ جاءت الموجة الأولى والأضعف قبل ثورة نوفمبر عام 1830.
كتبت كلمنتينا زي. تانسكتش هوفمانوا في ذلك الوقت، أول نص بولندي بسمات نسوية بامياتكا بودوبريج ماتشي (ذكرى أم صالحة) (1819)، وعلى الرغم من أن الكاتبة أكدت الأدوار الاجتماعية التقليدية للزوجة، والأم للمرأة البولندية، إلا أنها دعت مع ذلك إلى ضرورة تعليم الإناث أيضًا.

### عصر التمرد
حدثت الموجة الثانية (والأقوى) بين ثورة نوفمبر وثورة يناير. تأثرت هذه الفترة بأفكار النسوية الفرنسية: الأعمال الأدبية لجورج ساند وصحيفة لا غازيت دي فيمز (وومينز ديلي). كانت صحيفة بشيغلود ناوكوفي (مراجعة علمية) رائدة في مناصرة النسوية، ونشرت مقالات كتبتها نارسيزا زمكوفسكا (قائدة منظمة إنتوجستكي في وارسو)، التي ناصرت تحرر المرأة وتعليمها، بالإضافة لمقالات أخرى. كانت زمكوفسكا متحدثة نشطة، وعملت لصالح قضايا المرأة. كتبت إليونورا زيميتسكا، وهي أول فيلسوفة بولندية، ميشلي أوفيخوفانيو كوبييت (اقتراحات لتعليم المرأة) (1843)، والتي افترضت أن الهدف الأهم في تعليم المرأة كان تشكيل طبيعتها البشرية وبعدئذ الأنوثة فحسب.

### الوضعية السياسية
شهدت بولندا الموجة الثالثة (والأقوى) بعد عام 1870، تحت التأثير الغربي الطاغي. تجدر الإشارة إلى أن الرجال كانوا من المدافعين الرئيسيين عن القضية النسوية في هذه الموجة: نشر آدم فيشليتسكي مقالة «نيزياليجنوتش كوبييتي» «استقلال المرأة» في صحيفة بشيغلود ناوكوفي عام 1870. تضمنت هذه المقالة مطالب جذرية من أجل المساواة بين الجنسين في التعليم والمهن. انتقد ألكسندر شفينتوهوفسكي كتب هوفمانوا في نفس الصحيفة، والتي وصفها بأنها «تحويل النساء إلى جاريات». ضغطت صحيفة أخرى، نيوا، من أجل تحقيق المساواة للمرأة في التعليم والعمل. وُجدت أكثر المطالب النسوية راديكالية في كتاب إدفارد برونزييسكي، أوبرافاخ كوبييتي (حول حقوق المرأة، 1873)، والذي دعا فيه إلى المساواة الكاملة بين الجنسين في كل المجالات.
كانت مسألة تحرر المرأة مهمة بشكل خاص في جامعة لفيف (ليمبيرغ). قدم ليون بيلينسكي، وهو محاضر جامعي، سلسلة محاضرات أو براتسي كوبييت زي ستانوفيسكا إيكونوميتشنيغو (عن عمل المرأة من وجهة نظر اقتصادية) في عام 1874. وأيد بشدة تحرر المرأة الفكري والاقتصادي، ووصولها المجاني إلى التعليم العالي. أثمرت جهوده في وقت لاحق -في عام 1897- عندما تخرجت أولى الطالبات من جامعة لفيف.
كانت فكرة تحرر المرأة في النتاج الأدبي لإليزا أوجيشكوفا بالغة الأهمية. شددت على الطبيعة الإنسانية الأساسية لكل امرأة، والتي أفسدها المجتمع، في كتابها كيلكا سفوف أوكوبييتا (بضع كلمات عن المرأة، 1871).
كانت غابرييلا زابولسكا الشخصية الرئيسية في الحركة النسوية البولندية في تلك الفترة وبعدها، وتضمنت كتاباتها كلاسيكيات، مثل رواية كاشكا كارياتيدا (كاثي عذراء كارواي 1885-1886).
نشرت صحيفة برافدا (الحقيقة) الروسية في عام 1889، مقالًا لودفيك كشيفيتزكي بعنوان «سبرافا كوبييتسا» (قضية المرأة)، التي افترضت أن تحرر المرأة كان متأصلاً في الاقتصاد الرأسمالي.

## القرن العشرين

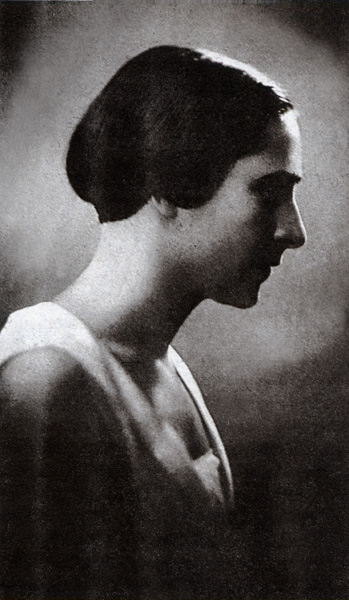
ايرينا كرزيويكا كاتبة بولندية 1930

وصلت الموجة النسوية الرابعة (الحداثية) إلى بولندا حوالي عام 1900. انشغلت المؤلفات (مثل ماريا كونوبنيكا وإليزا أوجيشكوفا) بجوانب أكثر عقلانية للأنوثة، بينما ركز الكُتّاب على الطبيعة «الغامضة والسرية» للنساء. كانت زوفيا ناوكوفسكا ناشطة بشكل كبير في حركة النساء البولندية، وأدان خطابها أوفاكي أو إتيتشنكزه زانياخ روخو كوبييتسيكو (ملاحظات حول الأهداف الأخلاقية للحركة النسائية) خلال مؤتمر المرأة في وارسو عام 1907، بغاء الإناث باعتباره شكلاً من أشكال الزواج التعددي (بوليغامي). كانت أول رواية لناوكوفسكا، كوبييتي (نساء) (1906)، ورواية أخرى هي نارسيزا (1910)، استنكرت السلبية التي واجهتها الأنثى، فيما اعتبرته هيمنة ذكورية.

### فترة ما بين الحربين
حدثت الموجة النسوية الخامسة في بولندا، خلال فترة ما بين الحربين (1920 و1930). بحثت الخطابات النسوية في تلك الحقبة (في بولندا وكذلك في البلدان الأخرى)، عن تعريفات جديدة للنسوية، وحاولت تحديد أهداف جديدة (كانت هناك شكوك حول ما إذا كان يجب النضال من أجل المساواة الكاملة، أو بالأحرى من أجل تشريعات وقائية). اعتقد كل النسويين -بمن فيهم الراديكاليين- أن النساء قد تحررن. عبرت روزا ميلتسيروفا عن هذه المشاعر: انتهت الحركة النسوية في الواقع، بين تلك الدول التي ضمنت لها هدفها بحكم القانون: المساواة الاجتماعية والسياسية.
تنص المادة 96 من الدستور البولندي لعام 1921، على أن جميع المواطنين متساوون بموجب القانون، ولا ينطبق مع ذلك على النساء المتزوجات. أصدر مجلس النواب البولندي (سيم)، قانون تغيير بعض أحكام القانون المدني المتعلقة بحقوق المرأة، في 1 يوليو عام 1921، لمعالجة أكثر أوجه عدم المساواة وضوحًا بالنسبة للنساء المتزوجات. سمحت أحكام القانون بتحكم المرأة في ممتلكاتها الخاصة (باستثناء المهر)، وأن تكون شاهدة في الوثائق القانونية، وأن تكون وصية على أطفالها إذا كان زوجها عاجزا، وأن تعيش بشكل منفصل عن زوجها، كما ألغى القانون شروط وجوب أن تطيع المرأة زوجها، وألغى متطلبات حصول الزوجة على إذن زوجها، للمشاركة في الإجراءات القانونية.:250
اعتبرت بولندا الاغتصاب الزوجي غير قانوني في عام 1932. تابعت ناوكوفسكا في تحليلها لأسئلة المرأة: إذ عالجت في رواية رومانز تيريسي خينيرت (رابطة تيريسي هينيرت) (1923) وفي رواية ريناتا سوتزاينكسا (1935)، حدود حرية المرأة في المجتمع التقليدي.
شهدت عشرينيات القرن العشرين ظهور النسوية الراديكالية في بولندا. شاركت ممثلتاها، إيرينا كشيفيتسكا، وماريا موروزوفيتش-تشيبكوفسكا، في خطاب عدواني، وناصرتا تخليص النساء من العلاقة العاطفية مع الرجال «مكافحة الحب»، كوسيلة وحيدة من أجل الاستقلال الفردي.
عززت كشيفيتسكا -وعزز معها تيتادو جيلينسكي- الأبوّة المخططة، والتربية الجنسية، وحقوق الطلاق والإجهاض، والمساواة الصارمة بين الجنسين. نشرت كشيفيتسكا سلسلة من المقالات في فيادوموشتشي ليتيراتسكي (الأخبار الأدبية) (بدءا من عام 1926)، وكتب جيلينسكي العديد من المقالات (بريفيري (برولس) عام 1926، وجيفيتس كونسيستورسكه (عذارى المجلس الكنسي) عام 1929، وبييكو كوبييت (الجحيم للنساء) عام 1930، وزميسوي زميسوي (ليبيدو، ليبيدو) عام 1932، وناشي أوكوبانشي (غُزاتنا) عام 1932، ومقالات أخرى، واحتج فيها على تدخل الكنيسة الكاثوليكية الرومانية في الحياة الحميمة للبولنديين.
كانت كشيفيتسكا، وجيلينسكي، من المتحدثين النشطين على نحو استثنائي، وروجوا لأفكار النسوية في جميع أنحاء البلاد. هناك جانب مختلف لأشكال النسوية البولندية في الشعر والدراما (شوفر أرهيبالد (كاوفر أرهيبالد) 1924، وإيغيبسكا بشينيتزا (قمح مصري) لماريا باوليكوسكا چاسنورزيوسكا. دعت المؤلفة إلى التحرر الذاتي الجنسي الأنثوي من الأعراف الاجتماعية.
أسكتت الحرب العالمية الثانية فعليًا النسويين البولنديين.